# Informatična varnost
Informatična varnost je mišljena tista veja informatike, ki se ukvarja z analizo ranljivosti in tveganjem, z analizo groženj ali napadov in torej z zaščito fizične (hardware - strojna oprema) in logično-funkcionalne (software - programje, programska oprema) integritete informatičnega sistema in podatkov, ki jih vsebuje ali so bili izmenjani v komunikaciji z uporabnikom.
Takšna zaščita je dosežena preko ukrepov tehnično-organizacijskega značaja in funkcionalnih ukrepov, ki so namenjeni za zagotovitev:
- pravilnosti podatkov (integritete)
- zaupnosti podatkov (šifriranja)
- fizičnega in/ali logičnega dostopa samo pooblaščenim uporabnikom (overjevanja)
- uporabnosti vseh in samo storitev predvidenih za določenega uporabnika v časih in načinih predvidenih od sistema (razpoložljivosti)
- zaščite sistema pred napadi zlonamernih programskih oprem za zagotovitev prejšnjih sposobnosti.

### Splošnost
V tehnično-informativnem okviru je problem informatične varnosti pogosto slišan, zaradi rastoče informatizacije društva in storitev (javnih in zasebnih), v smislu informatičnih aparatov in sistemov ter vzporednega širjenja in specializacije napadalcev ali hekerjev (hacker).
Zanimanje za varnost informatičnih sistemov je torej v zadnjih letih naraslo, sorazmerno z njihovo širitvijo in z vlogo, ki jo zasedajo v skupnosti. Veliko nekdanjih hekerjev/krekerjev (cracker) je danes vodij podjetij informatične varnosti ali so odgovorni za to v velikih multinazionalkah. To se zdi pokazati, da za razumetje najboljših strategij informatične varnosti je potrebno vstopiti v mentaliteto napadalca, da bi lahko predvideli in ovirali njegove poteze.
Dosežek razpoložljivosti je odvisen od različnih dejavnikov, ki se vmešajo med uporabnika in sistem, kot so: robustnost osnovne in aplikativne programske opreme (software), zanesljivost oprem in okolj v katerih se ti nahajajo.
Informatični sistem mora biti sposoben preprečiti neposredno ali posredno spremembo informacij, ali s strani nepooblaščenih uporabnikov, ali zaradi naključnih dogodkov; poleg tega mora preprečiti zloraben dostop do podatkov.
"Splošno, ni dobro pravilo domnevati, da uporabljeni protiukrepi zadostujejo za odvrnitev kateregakoli napada."
Varnost pred informatičnimi napadi se doseže, če se ukrepa na več nivojih:
Predvsem na fizičnem in materialnem nivoju, tako da se postavi strežnike na kar se da varne kraje, opremljene z nadzorom in/ali pregledovanjem dostopov; čeprav je ta opazek del normalne varnosti in ne "informatične varnosti" velja kot pogosto izpostaviti dejstvo, da uporaba bolj prefinjenih tehnik ustvari lažen občutek varnosti, ki lahko vodi k zanemarjanju preprostih tehnik.
Drugi nivo je običajno tisti logičen, ki predvideva preverjanje pristnosti in pooblastilo entitete, ki predstavlja uporabnika v sistemu. Sledeče procesu preverjanja pristnosti, so operacije, ki jih je izvedel uporabnik, označene v datoteki log. Ta proces spremljanja dejavnosti se kliče audit ali accountability.
Da bi se pa izognili nepričakovanim dogodkom, ne obstajajo splošne rešitve, ampak ena prva rešitev je redno delati varnostno kopijo sistema, vključno s podatki in aplikacijami, kot je tipično za postopke disaster recovery (obnovitev po nesreči), tako, da se je mogoče soočati z nepričakovano škodo.

### Analiza tveganja
Tako imenovana analiza tveganja, oziroma ocenjevanje možnih groženj, kot verjetnosti pojava in relativne potencialne škode, je tipično pred pogonsko fazo v vaji informatičnega sistema. Tako dopušča, da se oceni relativno tveganje. Na podlagi te vrednosti se določi če, kako in katere varnostne protiukrepe sprejeti.
Pogosto objektiv napadalca ni sam po sebi predstavljen v informatičnih sistemih, ampak bolj v podatkih, ki so v shranjeni v njih. Torej mora informatična varnost skrbeti, da se prepreči dostop, ne samo nepooblaščenim uporabnikom, ampak tudi osebkom z omejenim pooblastilom za določene operacije, tako, da se izogne temu, da se kopirajo, spreminjajo ali izbrišejo podatki pripadajoči informatičnemu sistemu.
Kršitev je lahko veliko: lahko so neodobreni poskusi dostopa do zaupnih območij, kraja digitalne identitete ali zaupnih datotek, uporaba sredstev, ki jih uporabnik ne bi smel imeti moč uporabljati, itd. Informatična varnost se ukvarja tudi s preprečitvijo morebitnih dogodkov od Denial of service (DoS). Tako imenovani DoS so napadi na sistem z namenom, da se naredi nekatera sredstva neuporabna, z namenom, da se škoduje uporabnikom sistema.

### Varnostni ukrepi
Na podlagi prejšnjih opažanj, ko se govori o informatični varnosti, se pogosto razlikujeta koncepta pasivne varnosti in aktivne varnosti.